# Strzałków, Voivodato de Mazovia
Strzałków [ˈstʂau̯kuf] es un pueblo ubicado en el distrito administrativo de Gmina Wolanów, dentro del Condado de Radom, Voivodato de Mazovia, en el este de Polonia central. Se encuentra aproximadamente a 2 kilómetros al oeste de Wolanów, a 16 kilómetros al oeste de Radom, y a 93 kilómetros al sur de Varsovia.